# 火山噴發預警級別

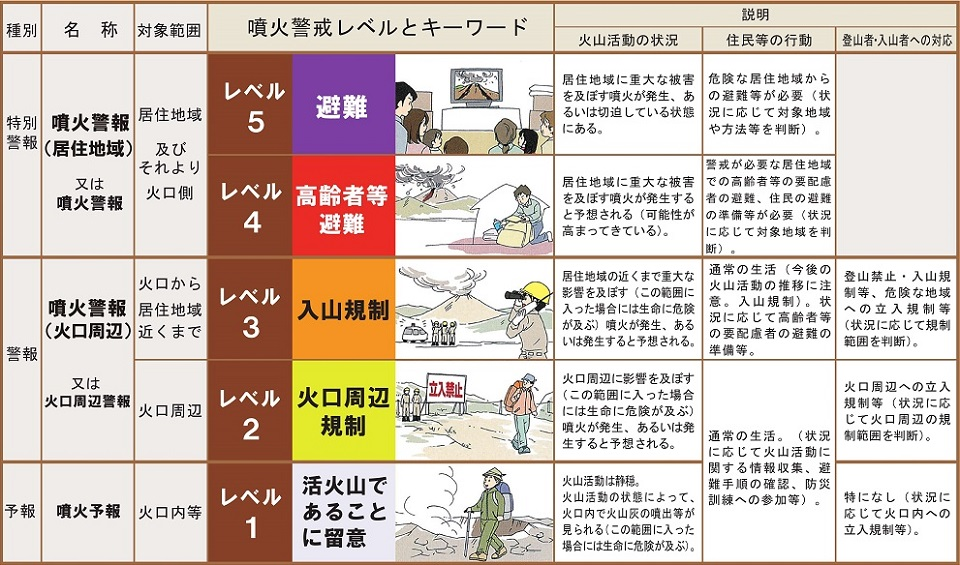
日本气象厅火山噴發預警級別

火山噴發預警級別（日语：噴火警戒レベル）是由日本氣象廳所制定的一種警告，根據各火山的活動狀況，以1-5級表示該火山的活躍狀況，以作為通知當地居民及民防組織採取適當的防禦或撤離措施的參考指標。截至2015年共适用38座火山。

## 历史
實施「火山噴發預警級別」前，日本气象厅为了便于理解火山活动状况，在2003年11月4日开始对一些火山发布了“火山活动度级别”的信息。这是用0到5的六个等级来表示火山活动程度，但在内阁府于2006年成立的针对火山信息等进行应对的火山防灾对策研究会上指出，该级别以火山现象为中心，使得受民难以想象其紧迫性并难以有效利用于适当的防灾行动。
经过后续讨论，于2007年3月22日公布了《关于喷发时等避难体制相关的火山防灾对策（暂定）要点》（日语：噴火時等の避難体制に係る火山防災対策のあり方（仮称）骨子），提出了将气象厅发布的火山訊息进一步改变为适合防灾活动的形式，并强调了需要密切关联火山周边居民及游客等临时居住者的疏散计划制定。针对火山活动水平，建议根据火山活动情况和喷发时等疏散行动进行分类，并更改为新的级别。
2007年6月7日，在研究会上提出了将新的级别称为「火山喷发預警级别」的建议，并公布實施，其概要也由气象厅发布。

## 系統級別
現時共分為1至5級。
| 種別     | 級別 | 名稱                      | 對應警報                    | 火山活動描述                                                                                           | 避難行動                                                                             | 参考例子                                                     |
| -------- | ---- | ------------------------- | --------------------------- | --- | ------------------------------------------------------------------------------------ | ------------------------------------------------------------ |
| 特別警報 | 5    | 避難                      | 火山喷发警報 （居住区域）   | 所在地區發生重大火山活動（噴火），並或會（已受到）重大破壞，處於極度危險狀態。                         | 所在地區被列為危險區域，附近居民必須撤離。                                           | 伊豆大島（1986年） 雲仙普賢岳（1991年） 口永良部島（2015年） |
| 特別警報 | 4    | 高龄者等避难 （準備避難） | 火山喷发警報 （居住区域）   | 所在地區將會發生大規模火山活動（噴火），並處於危險狀態，受災機會極高。                                 | 特別需要照顧人士將先獲撤離，附近居民也要為撤離作出準備。                             | 三宅島（2000年）、櫻島（2015年）、塔阿爾火山(2020年1月12日)  |
| 警報     | 3    | 入山管制                  | 火山喷发警報 （火山口周边） | 所在地區將會發生火山活動（噴火），有可能波及附近的民居。                                               | 視乎情況，而作出入山限制，並禁止所有登山活動。需要特別照顧的人士則要為撤離作出準備。 | 御嶽山（2014年）、箱根山、阿蘇山（2015年）                   |
| 警報     | 2    | 火山口周邊管制            | 火山喷发警報 （火山口周边） | 位於噴火口內及周邊地區的人士，生命或會因火山活動而受到直接威脅及危險。                                 | 火山口周邊位置實施進入限制。                                                         | 淺間山（2015年）                                             |
| 預報     | 1    | 留意活火山                | 火山喷发预報                | 火山活動相對平靜，但須慎防火山口附近所噴出的火山灰及任何活動狀態變動、火口內附近範圍或會構成生命危險。 | 火山口周邊位置按實際情況，實施進入限制。                                             | 大部份火山                                                   |

## 納入監測的火山
並不是所有活火山都納入火山噴發預警級別制度內。截止2022年5月，全日本共有49座火山被氣象廳列入例行觀察範圍，當中例如霧島山、新燃岳御鉢雖位處同一山脈，但被獨立計算，列入此制度內。
| 火山               | 火山                   | 都道府县               | 引入日期       | 判定基准 | 主要的火山活动（最大等级）                               |
| ------------------ | ---------------------- | ---------------------- | -------------- | -------- | -------------------------------------------------------- |
| 硫磺山（弟子屈町） | 硫磺山（弟子屈町）     | 北海道                 | 2016年3月23日  | 公开     |                                                          |
| 雌阿寒岳           | 雌阿寒岳               | 北海道                 | 2008年12月16日 | 公开     |                                                          |
| 大雪山             | 大雪山                 | 北海道                 | 2019年3月18日  | 公开     |                                                          |
| 十勝岳             | 十勝岳                 | 北海道                 | 2008年12月16日 | 未公开   |                                                          |
| 樽前山             | 樽前山                 | 北海道                 | 2007年12月1日  | 未公开   |                                                          |
| 有珠山             | 有珠山                 | 北海道                 | 2008年6月9日   | 未公开   |                                                          |
| 俱多樂             | 俱多樂                 | 北海道                 | 2014年10月1日  | 未公开   |                                                          |
| 北海道駒岳         | 北海道駒岳             | 北海道                 | 2007年12月1日  | 未公开   |                                                          |
| 惠山               | 惠山                   | 北海道                 | 2016年3月23日  | 公开     |                                                          |
| 岩木山             | 岩木山                 | 青森县                 | 2016年7月26日  | 公开     |                                                          |
| 八甲田山           | 八甲田山               | 青森县                 | 2019年7月30日  | 公开     |                                                          |
| 十和田火山         | 十和田火山             | 青森县・秋田县         | 2022年3月24日  | 公开     |                                                          |
| 秋田烧山           | 秋田烧山               | 秋田县                 | 2013年7月25日  | 未公开   |                                                          |
| 岩手山             | 岩手山                 | 岩手县                 | 2007年12月1日  | 公开     |                                                          |
| 秋田驹岳           | 秋田驹岳               | 秋田县                 | 2009年10月27日 | 公开     |                                                          |
| 鳥海山             | 鳥海山                 | 秋田县・山形县         | 2018年3月27日  | 公开     |                                                          |
| 栗駒山             | 栗駒山                 | 岩手县・秋田县・宫城县 | 2019年5月30日  | 公开     |                                                          |
| 藏王連峰           | 藏王連峰               | 宫城县・山形县         | 2016年7月26日  | 公开     |                                                          |
| 吾妻山             | 吾妻山                 | 福岛县                 | 2007年12月1日  | 公开     |                                                          |
| 安達太良山         | 安達太良山             | 福岛县                 | 2009年3月31日  | 公开     |                                                          |
| 磐梯山             |                        | 福岛县                 | 2009年3月31日  | 公开     |                                                          |
| 那須岳             | 那須岳                 | 福岛县・栃木县         | 2009年3月31日  | 公开     |                                                          |
| 日光白根山         | 日光白根山             | 栃木县・群马县         | 2016年12月6日  | 公开     |                                                          |
| 草津白根山         | 本白根山               | 群马县                 | 2018年3月16日  | 公开     | 2018年1月23日喷发（等级3）                               |
| 草津白根山         | 白根山（湯釜附近）     | 群马县                 | 2007年12月1日  | 公开     |                                                          |
| 淺間山             | 淺間山                 | 群马县・长野县         | 2007年12月1日  | 公开     |                                                          |
| 新潟烧山           | 新潟烧山               | 新潟县                 | 2011年3月31日  | 未公开   |                                                          |
| 烧岳               | 烧岳                   | 长野县・岐阜县         | 2011年3月31日  | 未公开   |                                                          |
| 乘鞍岳             | 乘鞍岳                 | 长野县・岐阜县         | 2019年3月18日  | 公开     |                                                          |
| 弥陀之原           | 弥陀之原               | 富山县                 | 2019年5月30日  | 公开     |                                                          |
| 御嶽山             | 御嶽山                 | 长野县・岐阜县         | 2008年3月31日  | 公开     | 2014年喷发（等级3）                                      |
| 白山               | 白山                   | 石川县・岐阜县         | 2014年9月2日   | 公开     |                                                          |
| 富士山             | 富士山                 | 山梨县・静冈县         | 2007年12月1日  | 公开     |                                                          |
| 箱根山             | 箱根山                 | 神奈川县・静冈县       | 2009年3月31日  | 公开     |                                                          |
| 伊豆東部火山群     | 伊豆東部火山群         | 静冈县                 | 2011年3月31日  | 未公开   |                                                          |
| 伊豆大島           | 伊豆大島               | 東京都                 | 2007年12月1日  | 公开     |                                                          |
| 新島               | 新島                   | 東京都                 | 2019年7月30日  | 公开     |                                                          |
| 神津島             |                        | 東京都                 | 2019年7月30日  | 公开     |                                                          |
| 三宅島             | 三宅島                 | 東京都                 | 2008年3月31日  | 公开     |                                                          |
| 八丈島             | 八丈島                 | 東京都                 | 2018年5月30日  | 公开     |                                                          |
| 青岛（伊豆群岛）   |                        | 東京都                 | 2018年5月30日  | 公开     |                                                          |
| 鶴見岳・伽藍岳     | 鶴見岳・伽藍岳         | 大分县                 | 2016年7月26日  | 公开     |                                                          |
| 九重山             | 九重山                 | 大分县                 | 2007年12月1日  | 未公开   |                                                          |
| 阿蘇山             | 阿蘇山                 | 熊本县                 | 2007年12月1日  | 公开     | 2021年10月20日喷发（等级3）                              |
| 雲仙岳             | 雲仙岳                 | 长崎县                 | 2007年12月1日  | 公开     |                                                          |
| 雾岛山             | 虾野高原（硫黄山）周边 | 宫崎县                 | 2016年12月6日  | 公开     | 2018年4月19日喷发（等级3）                               |
| 雾岛山             | 新燃岳                 | 鹿儿岛县・宫崎县       | 2007年12月1日  | 公开     |                                                          |
| 雾岛山             | 御钵                   | 鹿儿岛县・宫崎县       | 2007年12月1日  | 公开     |                                                          |
| 樱岛               | 樱岛                   | 鹿儿岛县               | 2007年12月1日  | 公开     | 2015年8月〜9月的活動（等级4） 2022年7月24日喷发（等级5） |
| 萨摩硫黄岛         | 萨摩硫黄岛             | 鹿儿岛县               | 2007年12月1日  | 未公开   |                                                          |
| 口永良部島         | 口永良部島             | 鹿儿岛县               | 2007年12月1日  | 公开     | 2015年喷发（等级5）                                      |
| 诹访之濑岛         | 诹访之濑岛             | 鹿儿岛县               | 2007年12月1日  | 未公开   |                                                          |

## 外部連結
- 日本國土交通省氣象廳：各火山のリーフレットと現在の噴火警戒等级。 （页面存档备份，存于）（日語）